# Carl-Gottlieb Bennholdt-Thomsen
Carl-Gottlieb Bennholdt-Thomsen (* 31. März 1903 in Hamburg; † 25. April 1971 in Köln) war ein deutscher Pädiater und Hochschullehrer.

## Leben
Der Kaufmannssohn beendete seine Schullaufbahn mit dem Abitur und begann danach ein Studium der Rechtswissenschaft und Nationalökonomie. Er wechselte bald zum Fach Medizin, das er in Hamburg, Freiburg, Berlin, Kiel und Tübingen studierte. Approbiert und zum Dr. med. promoviert verbrachte er seine Assistentenzeit von 1930 bis 1932 bei Meinhard von Pfaundler an der Universitäts-Kinderklinik München und als Oberarzt bei Bernhard de Rudder ab 1932 an der Universitäts-Kinderklinik in Greifswald, wo er sich 1935 habilitierte. Er folgte de Rudder 1935 an die Universitäts-Kinderklinik Frankfurt am Main, wo er unter diesem ebenfalls als Oberarzt und auch als Privatdozent wirkte.
Zur Zeit des Nationalsozialismus trat er 1935 dem NS-Dozentenbund, 1936 dem NS-Ärztebund bei, beantragte am 5. Oktober 1937 die Aufnahme in die NSDAP und wurde rückwirkend zum 1. Mai desselben Jahres aufgenommen (Mitgliedsnummer 5.427.160). Er gehörte auch der NSV an. Zudem war er als Gebietsarzt der HJ in Hessen-Nassau tätig.
Während des Zweiten Weltkrieges übernahm er 1940 zunächst kommissarisch die Leitung der Universitäts-Kinderklinik in Prag. An der Reichsuniversität Prag wurde er 1942 zum außerordentlichen Professor ernannt und übernahm dort als Nachfolger von Hermann Mai 1943 das Ordinariat für Kinderheilkunde. Im Gegensatz zu seinem Vorgänger verweigerte er den Kontakt mit tschechischen Kollegen; auch nicht als er die Kliniken der Findelanstalt inspizierte, um zu entscheiden, welches Gebäude für die neu ausgestattete deutsche Klinik beschlagnahmt werden sollte. Bennholdt-Thomsen wurde angefragt, ob er im Rahmen der Kindereuthanasie die Leitung einer Kinderfachabteilung an der Prager Kinderklinik übernehmen wolle. Obwohl die Vorbereitungen dazu schon weit fortgeschritten waren, ist nicht gesichert, ob und wann dort eine Kinderfachabteilung eingerichtet wurde. Bennholdt-Thomsen war Kinderarzt der Kinder des Staatssekretärs beim Reichsprotektor in Böhmen und Mähren, Karl Hermann Frank. Zudem war er Beratender Arzt der Reichsjugendführung im Protektorat Böhmen und Mähren. Er hat bei Kriegsende Prag verlassen, die tschechischen Kollegen fanden leere Räume vor.
Zum 1. April 1945 wurde er auf den vakanten Lehrstuhl für Kinderheilkunde der Universität Hamburg berufen, konnte das Hochschulamt jedoch erst nach Kriegsende antreten. Da der bisherige Rudolf Degkwitz nach seiner Flucht aus dem Zuchthaus Celle und anschließendem Abtauchen zeitgleich wieder in Hamburg eintraf, konnte er den Posten des Direktors der Universitäts-Kinderklinik nicht antreten. Im November 1947 folgte er dem Ruf auf den Lehrstuhl für Kinderheilkunde an die Universität zu Köln, wo er zudem Direktor der Universitätsklinik Köln-Marienburg wurde. 1968 wurde er emeritiert.
Bennholdt-Thomsen gehörte diversen wissenschaftlichen Vereinigungen an und war Mitherausgeber pädiatrischer Fachzeitschriften. Seit 1952 war er Mitglied der Leopoldina.
Bennholdt-Thomsen hatte 1930 in Hamburg Gretchen Frieda Henny Johanna Eggers geheiratet. Er verstarb 1971 im Alter von 68 Jahren in seiner Wohnung in Köln-Lindenthal.

## Schriften (Auswahl)
- Über Blutungen in die weichen Hirnhäute. Hamburg, Med. Diss., 1930.
- Das Verhalten eines gegen den Bordet-Gengou-Bacillus spezifischen Amboceptors bei Mutter und Kind (Tierexperimentelle Studie). Greifswald, Med. Habil.-Schr. 1935 (Aus: Zeitschrift für Kinderheilkunde Bd. 57, 1935).
- Das gefährdete Kind  Sein Lebensraum in der Massengesellschaft. Goldmann, München 1973.
- (Hrsg.) Leben und Sterben in den Augen des Kindes (Documenta Pädiatrica; 5). Hansisches Verl.-Kontor, Lübeck 1979. ISBN 3-87302-015-7